# Характеристичне число (інтегральні рівняння)
Характеристичне число ядра інтегрального рівняння — комплексне значення {\displaystyle \lambda }, за якого однорідне інтегральне рівняння Фредгольма другого роду
{\displaystyle \varphi (x)=\lambda \int _{G}K(x,y)\varphi (y)\,dy}
має нетривіальний (тобто не рівний тотожно нулю) розв'язок {\displaystyle \varphi (x)}, називаний власною функцією. Тут {\displaystyle G} — ділянка в {\displaystyle \mathbb {R} ^{n}}, {\displaystyle K(x,y)} — ядро інтегрального рівняння. Характеристичні числа — це величини, обернені власним значенням інтегрального оператора з ядром {\displaystyle K(x,y)}. Значення {\displaystyle \lambda }, які не є характеристичними числами, називають регулярними. Якщо {\displaystyle \lambda } — регулярне значення, інтегральне рівняння Фредгольма другого роду
{\displaystyle \varphi (x)=\lambda \int _{G}K(x,y)\varphi (y)\,dy+f(x)}
має єдиний розв'язок за будь-якого вільного члена {\displaystyle f(x)}; характеристичні числа — це «особливі точки», в яких розв'язок не існує або існує безліч розв'язків, залежно від вільного члена {\displaystyle f(x)}.

## Властивості
Характеристичні числа неперервного ядра мають такі властивості:
- Множина характеристичних чисел зліченна і не має скінченних граничних точок.
- Кратністю характеристичного числа називають кількість відповідних йому лінійно незалежних власних функцій. Кратність кожного характеристичного числа є скінченною.
- З перших двох властивостей випливає, що характеристичні числа можна пронумерувати в порядку зростання їх модуля:

{\displaystyle |\lambda _{1}|\leq |\lambda _{2}|\leq \dots ,}
повторюючи при цьому число {\displaystyle \lambda _{k}} стільки разів, яка його кратність.
- {\displaystyle {\bar {\lambda }}_{1},\,{\bar {\lambda }}_{2},\dots } — всі характеристичні числа союзного ядра {\displaystyle K^{*}(x,y)={\overline {K(y,x)}}}.
- Якщо {\displaystyle \lambda _{k}\neq \lambda _{i}} і {\displaystyle \varphi _{k}=\lambda _{k}K\varphi _{k}}, {\displaystyle \psi _{i}={\bar {\lambda }}_{i}K^{*}\psi _{i}}, тобто {\displaystyle \varphi _{k}} і {\displaystyle \psi _{i}} — власні функції ядер {\displaystyle K(x,y)} і {\displaystyle K^{*}(x,y)} відповідно, то {\displaystyle (\varphi _{k},\psi _{i})=0} — власні функції ортогональні в просторі {\displaystyle L_{2}(G)}.
- Повторне ядро {\displaystyle K_{p}(x,y)} має характеристичні числа {\displaystyle \lambda _{k}^{p}} і ті самі власні функції {\displaystyle \varphi _{k}}, що й ядро {\displaystyle K(x,y)}.
- Навпаки, якщо {\displaystyle \mu } і {\displaystyle \varphi } — характеристичне число та відповідна власна функція повторного ядра {\displaystyle K_{p}(x,y)}, то принаймні один із коренів {\displaystyle \lambda _{j},\,j=1,2,\dots ,p,} рівняння {\displaystyle \lambda ^{p}=\mu } є характеристичне число ядра {\displaystyle K(x,y)}[3].
- Множина характеристичних чисел ермітового неперервного ядра не порожня і розташована на дійсній осі, систему власних функцій можна обрати ортонормованою[4].
- Характеристичні числа збігаються з полюсами резольвенти[2].
- Вироджене ядро має скінченне число характеристичних чисел[5].
- Неперервне ядро Вольтерри не має характеристичних чисел[6].